# Karel Stromšik
Karel Stromšik (12 aprile 1958) è un allenatore di calcio, dirigente sportivo ed ex calciatore ceco, di ruolo portiere, tecnico del Malinovo.

## Palmarès

### Giocatore

#### Competizioni nazionali
- Campionato cecoslovacco: 2

Dukla Praga: 1978-1979, 1981-1982
- Coppa di Cecoslovacchia: 3

Dukla Praga: 1981, 1983, 1985
- Malaysia Super League: 2

Selangor: 1989, 1990

### Allenatore

#### Competizioni nazionali
- Federation Cup (India): 1

Mahindra United: 2003
- Malaysia Premier League: 1

Selangor: 2005